# Laßnitzbach
Laßnitzbach är ett vattendrag i Österrike.   Det ligger i förbundslandet Steiermark, i den centrala delen av landet, 210 km sydväst om huvudstaden Wien.
I omgivningarna runt Laßnitzbach växer i huvudsak blandskog. Runt Laßnitzbach är det ganska glesbefolkat, med 22 invånare per kvadratkilometer.